# Saison 2005-2006 de la Jeunesse sportive de Kabylie
Pour un article plus général, voir Jeunesse sportive de Kabylie.
Maillots
Chronologie
Saison précédente Saison suivante
Cet article traite de la saison 2005-2006 de la Jeunesse sportive de Kabylie. Les matchs se déroulent essentiellement en Championnat d'Algérie de football 2005-2006, mais aussi en Coupe d'Algérie de football 2005-2006 et en Ligue des Champions de la CAF 2006.

## Résumé de la saison 2005-2006
La JS Kabylie arrive au bout de cette saison à arracher son treizième titre de champion d'Algérie de football de son histoire, en devançant le champion en titre d'un seul et petit point. Fait notable, l'USM Alger, dauphin du championnat, se voit pénalisé de trois points à la suite d'un forfait face à la JS Kabylie en début de saison, ce qui lui vaut de perdre le titre de champion d'Algérie.
La JSK atteint pour la première fois de son histoire la phase de poules de la Ligue des champions (nouvelle formule), et arrive en demi-finale de la Coupe d'Algérie.

## Mercato estival 2005
Arrivées
Départs

## Mercato hivernal 2005-2006
Arrivées
| N° | Nom                                       |
| 23 | Tarek Hammoum Algérie Arrivé du MO Béjaïa |

Départs
| N° | Nom                                                                    |
| 19 | Wilfried Urbain Elvis Endzanga République du Congo Départ au USM Blida |
| 8  | Lounès Bendehmane Algérie Départ à l'USM Annaba                        |

## Effectif (2005-2006)
| N° | Nom                   | Poste     | Naissance  | Nationalité sportive |
| 1  | Lounès Gaouaoui       | Gardien   | 28/09/1977 | Algérie              |
| 2  | Slimane Raho          | Défenseur | 20/10/1975 | Algérie              |
| 3  | Mohamed Yahi          | Défenseur | 29/10/1985 | Algérie              |
| 4  | Kamel Habri           | Défenseur | 05/03/1976 | Algérie              |
| 5  | Sofiane Harkat        | Défenseur | 26/01/1984 | Algérie              |
| 6  | Nassim Hamlaoui       | Milieu    | 25/02/1981 | Algérie              |
| 7  | Hamza Yacef           | Attaquant | 25/08/1979 | Algérie              |
| 10 | Djillali Reda Benhadj | Milieu    | 31/05/1978 | Algérie              |
| 11 | Nabil Hemani          | Attaquant | 01/09/1979 | Algérie              |
| 12 | Nabil Mazari          | Gardien   | 18/02/1984 | Algérie              |
| 13 | Rachid Kebous         | Milieu    | 19/01/1985 | Algérie              |
| 14 | Mohand Larbi          | Milieu    | 09/04/1982 | Algérie              |
| 15 | Samir Zazou           | Défenseur | 24/03/1980 | Algérie              |
| 16 | Hamid Berguiga        | Attaquant | 25/04/1974 | Algérie              |
| 17 | Omar Daoud            | Défenseur | 01/01/1983 | Libye                |
| 18 | Lamara Douicher       | Milieu    | 10/03/1980 | Algérie              |
| 19 | Samir Djouder         | Défenseur | 29/03/1981 | Algérie              |
| 20 | Rahim Meftah          | Défenseur | 15/08/1980 | Algérie              |
| 21 | Kamel Marek           | Milieu    | 06/02/1980 | Algérie              |
| 22 | Noureddine Drioueche  | Défenseur | 27/10/1973 | Algérie              |
| 23 | Anwar Boudjakdji      | Milieu    | 01/09/1976 | Algérie              |
| 24 | Nassim Oussalah       | Attaquant | 08/10/1981 | Algérie              |
| 25 | Fahem Ouslati         | Milieu    | 14/04/1986 | Algérie              |
| 26 | Farid Hamlil          | Défenseur | 06/03/1985 | Algérie              |
| 27 | Wassiou Oladipupo     | Milieu    | 17/12/1983 | Bénin                |
| 28 | Abderrahmane Boukhari | Défenseur | 05/02/1985 | Algérie              |
| 29 | Salem Haliche         | Milieu    | 17/01/1985 | Algérie              |
| 30 | Mohamed Rabie Meftah  | Défenseur | 05/05/1985 | Algérie              |
| ?? | Mourad Berrefane      | Gardien   | 18/03/1986 | Algérie              |
| ?? | Tarek Hammoum         |           |            | Algérie              |

## Championnat d'Algérie 2005-2006

### Classement
| Pl. | Club                  | Points | Joués | V  | E  | D  | bp | bc | +/- |
| --- | --------------------- | ------ | ----- | -- | -- | -- | -- | -- | --- |
| 1er | JS Kabylie            | 58     | 30    | 17 | 7  | 6  | 47 | 21 | +26 |
| 2e  | USM Alger             | 57     | 30    | 17 | 6  | 7  | 50 | 30 | +20 |
| 3e  | ASO Chlef             | 52     | 30    | 15 | 7  | 8  | 45 | 25 | +20 |
| 4e  | ES Setif              | 47     | 30    | 14 | 5  | 11 | 30 | 26 | +4  |
| 5e  | CA Bordj Bou Arreridj | 46     | 30    | 13 | 7  | 10 | 22 | 24 | -2  |
| 6e  | MC Alger              | 44     | 30    | 13 | 5  | 12 | 42 | 35 | +7  |
| 7e  | CR Belouizdad         | 40     | 30    | 11 | 7  | 12 | 30 | 31 | -1  |
| 8e  | Paradou AC            | 40     | 30    | 11 | 7  | 12 | 36 | 38 | -2  |
| 9e  | CA Batna              | 38     | 30    | 11 | 5  | 14 | 32 | 35 | -3  |
| 10e | USM Blida             | 38     | 30    | 10 | 8  | 12 | 26 | 30 | -4  |
| 11e | NA Hussein Dey        | 38     | 30    | 10 | 8  | 12 | 27 | 35 | -7  |
| 12e | MC Oran               | 37     | 30    | 10 | 7  | 13 | 35 | 42 | -7  |
| 13e | WA Tlemcen            | 37     | 30    | 10 | 7  | 13 | 25 | 33 | -8  |
| 14e | CS Constantine        | 36     | 30    | 10 | 6  | 14 | 36 | 36 | -   |
| 15e | USM Annaba            | 35     | 30    | 10 | 5  | 15 | 33 | 40 | -6  |
| 16e | US Biskra             | 20     | 30    | 3  | 11 | 16 | 13 | 39 | -26 |

|  | Ligue des Champions Africaine 2007-2008, premier tour (#1 et #2)                                                       |
|  | Coupe de la CAF 2007-2008, (#3)                                                                                        |
|  | Ligue des Champions Arabe 2007-2008, (#4 et #5)                                                                        |
|  | Coupe de la CAF 2007-2008, (Coupe d'Algérie*)                                                                          |
|  | Relégation en Division 2                                                                                               |
|  | (T) : Tenants du titre 2006 (V): Vice-champions 2006 (P) : Promus 2006 (CdA) : Vainqueur de la Coupe d'Algérie 2006-07 |

### Matchs
| Nationale I : Journée 1  | JS Kabylie | 3-0 | USM Blida |               |               |
| 25 août 2005 15:00 UTC+1 |            |     |           | Arbitrage : ? | Arbitrage : ? |

| Nationale I : Journée 2      | NA Hussein Dey | 0-1 | JS Kabylie |               |               |
| 8 septembre 2005 15:00 UTC+1 |                |     |            | Arbitrage : ? | Arbitrage : ? |

| Nationale I : Journée 3    | JS Kabylie | 3-0 | USM Alger |               |               |
| 3 octobre 2005 15:00 UTC+1 |            |     |           | Arbitrage : ? | Arbitrage : ? |

| Nationale I : Journée 4       | CA Batna | 0-1 | JS Kabylie |               |               |
| 22 septembre 2005 14:00 UTC+1 |          |     |            | Arbitrage : ? | Arbitrage : ? |

| Nationale I : Journée 5       | JS Kabylie | 2-2 | CS Constantine |               |               |
| 26 septembre 2005 14:00 UTC+1 |            |     |                | Arbitrage : ? | Arbitrage : ? |

| Nationale I : Journée 6     | JS Kabylie | 0-0 | WA Tlemcen |               |               |
| 13 octobre 2005 11:00 UTC+1 |            |     |            | Arbitrage : ? | Arbitrage : ? |

| Nationale I : Journée 7     | Paradou AC | 3-0 | JS Kabylie |               |               |
| 21 octobre 2005 13:30 UTC+1 |            |     |            | Arbitrage : ? | Arbitrage : ? |

| Nationale I : Journée 8     | JS Kabylie | 4-1 | USM Annaba |               |               |
| 27 octobre 2005 12:00 UTC+1 |            |     |            | Arbitrage : ? | Arbitrage : ? |

| Nationale I : Journée 9      | CR Belouizdad | 1-0 | JS Kabylie |               |               |
| 10 novembre 2005 14:30 UTC+1 |               |     |            | Arbitrage : ? | Arbitrage : ? |

| Nationale I : Journée 10    | JS Kabylie | 2-1 | MC Alger |               |               |
| 5 décembre 2005 14:00 UTC+1 |            |     |          | Arbitrage : ? | Arbitrage : ? |

| Nationale I : Journée 11     | ASO Chlef | 0-1 | JS Kabylie |               |               |
| 24 novembre 2005 14:45 UTC+1 |           |     |            | Arbitrage : ? | Arbitrage : ? |

| Nationale I : Journée 12      | JS Kabylie | 2-0 | CA Bordj Bou Arreridj |               |               |
| 1er décembre 2005 14:00 UTC+1 |            |     |                       | Arbitrage : ? | Arbitrage : ? |

| Nationale I : Journée 13    | ES Sétif | 0-0 | JS Kabylie |               |               |
| 8 décembre 2005 14:00 UTC+1 |          |     |            | Arbitrage : ? | Arbitrage : ? |

| Nationale I : Journée 14     | JS Kabylie | 3-1 | MC Oran |               |               |
| 15 décembre 2005 14:00 UTC+1 |            |     |         | Arbitrage : ? | Arbitrage : ? |

| Nationale I : Journée 15     | US Biskra | 0-1 | JS Kabylie |               |               |
| 19 décembre 2005 14:00 UTC+1 |           |     |            | Arbitrage : ? | Arbitrage : ? |

| Nationale I : Journée 16    | USM Blida | 1-1 | JS Kabylie |               |               |
| 19 janvier 2006 14:30 UTC+1 |           |     |            | Arbitrage : ? | Arbitrage : ? |

| Nationale I : Journée 17    | JS Kabylie | 3-0 | NA Hussein Dey |               |               |
| 26 janvier 2006 14:00 UTC+1 |            |     |                | Arbitrage : ? | Arbitrage : ? |

| Nationale I : Journée 18    | USM Alger | 1-0 | JS Kabylie |               |               |
| 30 janvier 2006 14:00 UTC+1 |           |     |            | Arbitrage : ? | Arbitrage : ? |

| Nationale I : Journée 19   | JS Kabylie | 1-0 | CA Batna |               |               |
| 2 février 2006 14:00 UTC+1 |            |     |          | Arbitrage : ? | Arbitrage : ? |

| Nationale I : Journée 20 | CS Constantine | 0-1 | JS Kabylie |               |               |
| 13 mars 2006 14:00 UTC+1 |                |     |            | Arbitrage : ? | Arbitrage : ? |

| Nationale I : Journée 21    | WA Tlemcen | 1-3 | JS Kabylie |               |               |
| 23 février 2006 13:00 UTC+1 |            |     |            | Arbitrage : ? | Arbitrage : ? |

| Nationale I : Journée 22 | JS Kabylie | 3-0 | Paradou AC |               |               |
| 9 mars 2006 14:00 UTC+1  |            |     |            | Arbitrage : ? | Arbitrage : ? |

| Nationale I : Journée 23  | USM Annaba | 0-0 | JS Kabylie |               |               |
| 10 avril 2006 13:00 UTC+1 |            |     |            | Arbitrage : ? | Arbitrage : ? |

| Nationale I : Journée 24 | JS Kabylie | 1-2 | CR Belouizdad |               |               |
| 23 mars 2006 14:30 UTC+1 |            |     |               | Arbitrage : ? | Arbitrage : ? |

| Nationale I : Journée 25 | MC Alger | 1-1 | JS Kabylie |               |               |
| 8 mai 2006 14:00 UTC+1   |          |     |            | Arbitrage : ? | Arbitrage : ? |

| Nationale I : Journée 26  | JS Kabylie | 0-1 | ASO Chlef |               |               |
| 13 avril 2006 13:30 UTC+1 |            |     |           | Arbitrage : ? | Arbitrage : ? |

| Nationale I : Journée 27 | CA Bordj Bou Arreridj | 0-0 | JS Kabylie |               |               |
| 11 mai 2006 13:30 UTC+1  |                       |     |            | Arbitrage : ? | Arbitrage : ? |

| Nationale I : Journée 28 | JS Kabylie | 4-2 | ES Sétif |               |               |
| 15 mai 2006 14:00 UTC+1  |            |     |          | Arbitrage : ? | Arbitrage : ? |

| Nationale I : Journée 29 | MC Oran | 3-1 | JS Kabylie |               |               |
| 18 mai 2006 14:00 UTC+1  |         |     |            | Arbitrage : ? | Arbitrage : ? |

| Nationale I : Journée 30 | JS Kabylie | 5-0 | US Biskra |               |               |
| 25 mai 2006 14:00 UTC+1  |            |     |           | Arbitrage : ? | Arbitrage : ? |

## Ligue des Champions de la CAF 2006
Bien qu'ayant terminé dauphin de l'USM Alger, lors de la victoire finale de celui-ci pour le Championnat d'Algérie 2004-2005, la JSK  participe de nouveau à la Ligue des champions.
C'est la première fois de son histoire qu'elle participe à la compétition en qualité de "vice-champion d'Algérie". Le format de la compétition ayant changé, et comme l'Algérie possède le droit de faire participer deux de ses représentants, correspondants aux deux premiers du dernier championnat d'Algérie de football, les canaries évoluent donc pour la dixième fois de leur histoire dans cette prestigieuse compétition africaine des clubs.
C'est sa deuxième année consécutive en C1, correspondant au cinquième du format ayant inclus des demi-finales, mais également à sa seizième toute compétitions africaines confondues.
La JSK comme l' USMA, vont commencer la compétition par un premier tour, équivalent à un trente-deuxième de finale. Il s'agit du premier trente-deuxième de finale de son histoire en C1, ce qui est assez remarquable pour un club ayant déjà concouru à dix éditions, sans jamais avoir eu ce tour. Cela peut s'expliquer par de nombreux éléments ; tout d'abord, le club de la ville des genêts a terminé dauphin de la saison passée.
Le vice-champion doit passer par un premier tour obligatoirement, sauf s'il est une tête de série pour une édition, caractéristique de sa dernière performance, qui fut jugée bonne. Ceci pourrait être le cas de la JSK, mais l'explication suivante est la plus probable.
Certes il s'agit d'une équipe ayant fait d'excellents résultats par le passé, mais la saison dernière, la JSK qui revenait après neuf ans d'absence échoua dès son premier tour correspondant au seizième de finale de la compétition. Elle fut exempte de ce premier tour, car à sa dernière participation, il y a neuf ans, sous le format Coupe d'Afrique des clubs champions, elle s'était arrêté en demi-finale de la compétition.
De plus son compatriote de l'USMA, s'inclina le tour suivant en huitième de finale ; entrainant l'indice du pays, sa côte en compétition africaine, à la baisse. Donc il a été décidé par les instances du football africain gérant cette compétition, que pour cette saison les deux clubs algériens que ce soit le « champion » ou le « vice-champion », passeront par un tour préliminaire, équivalent à un trente-deuxième de finale.

### Phase des tours
Les canaries, débutent donc la compétition pour la première fois de leur histoire, au premier tour, soit le trente-deuxième de finale, face au club libyen Al Ahly Tripoli, champion de Libye. Et enfin les usmistes, champion d'Algérie en titre, sont quant à eux confrontés au club congolais du Rail Club du Kadiogo.
| Tour préliminaire : Match aller | Al Ittihad Tripoli | 1-1 | JS Kabylie | Sunset Stadium, Lusaka |
| 17 février 2006                 |                    |     |            |                        |

| Tour préliminaire : Match aller | JS Kabylie | 4-0 | Al Ittihad Tripoli | Stade du 5 juillet 1962, Alger |
| 3 mars 2006                     |            |     |                    |                                |

| 1/16e de finale : Match aller | Zanaco FC | 1-0 | JS Kabylie | Sunset Stadium, Lusaka |
| 17 mars 2006                  |           |     |            |                        |

| 1/16e de finale : Match aller | JS Kabylie | 3-0 | Zanaco FC | Stade du 5 juillet 1962, Alger |
| 2 avril 2006                  |            |     |           |                                |

| 1/8e de finale : Match aller | JS Kabylie | 3-1 | Raja de Casablanca | Stade du 5 juillet 1962, Alger |
| 21 avril 2006                |            |     |                    |                                |

| 1/8e de finale : Match aller | Raja de Casablanca | 1-0 | JS Kabylie | Stade Mohammed V, Casablanca |
| 5 mai 2006                   |                    |     |            |                              |

La compétition se déroule très bien pour la JSK; elle se débarrasse en trente-deuxième de finale et en seizième de finale, respectivement Al Ahly Tripoli et une vieille connaissance le club zambien le Zanaco FC  qui lui réussissent plutôt bien. Le club du Djrudjura n'avait jamais été loin en C1 sous ce nouveau format, c'est déjà historique pour la JSK.
Puis viens le huitième de finale de la compétition, où elle est opposée à la formation marocaine du Raja de Casablanca "champion du Maroc" en titre. Dans un "derby maghrébin" de prestige, elle se qualifie pour la phase de poule des quarts de finale de la compétition, en réussissant l'exploit de s'imposer un but à zéro en match retour au Maroc, après s'être imposé à l'aller trois buts à un.

### Phase des poules
Il s'agit de sa première participation à la fameuse poule des quarts de finale de la compétition. Après sa brillante qualification face aux marocains du Raja de Casablanca; le tirage au sort de cette phase de poule, la place dans le Groupe A, l'un de ces deux groupes des quarts de finale.
En effet, la JSK se retrouve en compagnie de grands ténors du football africain que sont : l'Asante Kotoko "champion du Ghana" en titre, le CS Sfax "champion de Tunisie"  en titre et Al Ahly SC  "champion d'Égypte"  en titre.
Les rencontres se dérouleront en été, en match aller et retour, et seuls les deux premiers du groupe A seront qualifiés pour les demi-finales de la compétition.
La phase de poule des quarts de finale de ce Groupe A se déroulent en deux phases, soit une aller et une autre retour. La JSK pour la phase aller, reçoit en première journée l' Asante Kotoko (1-0), se déplace pour le compte de la deuxième journée en Égypte pour affronter Al Ahly (2-0), et enfin reçoit le CS Sfax en troisième et dernière journée de cette phase (0-1).
Puis la phase retour, la JSK juste après avoir reçu le CS Sfax à domicile se déplace chez elle en Tunisie pour la quatrième journée de cette poule (2-0), puis reçoit Al Ahly  à domicile en cinquième journée (2-2), et effectue un dernier déplacement pour la sixième et dernière journée au Ghana afin d'affronter de nouveau l' Asante kotoko (2-1).
| # | Club          | J | V | N | D | Bp | Bc | Diff. | Pts |
| - | ------------- | - | - | - | - | -- | -- | ----- | --- |
| 1 | CS Sfax       | 6 | 4 | 0 | 2 | 9  | 7  | + 2   | 12  |
| 2 | Al Ahly SC    | 6 | 3 | 2 | 1 | 10 | 4  | + 6   | 11  |
| 3 | Asante Kotoko | 6 | 2 | 1 | 3 | 7  | 10 | - 3   | 7   |
| 4 | JS Kabylie    | 6 | 1 | 1 | 4 | 4  | 9  | - 5   | 4   |

| JS Kabylie | 1 - 0 |  | 1 - 2 | Asante Kotoko |
| Al Ahly SC | 2 - 0 |  | 2 - 2 | JS Kabylie    |
| JS Kabylie | 0 - 1 |  | 0 - 2 | CS Sfax       |

La JSK pour sa deuxième participation consécutive en Ligue des champions, réalise un meilleur parcours que l'édition précédente où elle fut éliminée dès les seizièmes de finale, en accédant pour la première fois à la phase de poule des quarts de finale de cette compétition.
Son manque d'expérience au plus haut niveau de la compétition qui a énormément changé lui fait prendre conscience de ses carences pour cette phase critique de la compétition. Elle termine quatrième de ce groupe A, dominé par le CS Sfax futur finaliste de cette édition, avec un total assez faible de quatre points seulement au compteur, en ayant réalisé une victoire, un match nul et quatre défaites.

## Buteurs
| Joueurs               | Championnat | Coupe d'Algérie | Ligue des champions de la CAF | Total |
| --------------------- | ----------- | --------------- | ----------------------------- | ----- |
| Hamid Berguiga        | 18          | 1               | 3                             | 22    |
| Hamza Yacef           | 7           | 1               | 6                             | 14    |
| Nassim Oussalah       | 5           | 0               | 0                             | 5     |
| Nassim Hamlaoui       | 3           | 0               | 1                             | 4     |
| Anwar Boudjakdji      | 4           | 0               | 0                             | 4     |
| Nabil Hemani          | 3           | 0               | 0                             | 3     |
| Mohamed Rabie Meftah  | 2           | 0               | 0                             | 2     |
| Kamel Habri           | 1           | 0               | 0                             | 1     |
| Omar Daoud            | 1           | 0               | 0                             | 1     |
| Kamel Marek           | 1           | 0               | 0                             | 1     |
| Reda Benhadj Djillali | 1           | 0               | 0                             | 1     |
| Total                 | 43          | 2               | 10                            | 55    |